# Mike Khalilov
Mike Khalilov nació el 7 de mayo de 1986 en Bakú, Azerbaiyán. Más tarde se trasladó a Brooklyn, Nueva York con sus padres y hermano menor. Michael asistió a Brooklyn Tech High School en Brooklyn, NY y actualmente está viviendo en Staten Island.
La madre de Mike comenzó a enseñarle a tocar el piano cuando tenía 10 años de edad, a pesar de tener poco entrenamiento formal a sí misma. Mike siguió desempeñando a lo largo de su adolescencia, influenciado por actos contemporáneos, tales como Stratovarius, Skyfire, Sonata Arctica, Angra y Yngwie Malmsteen, así como los compositores clásicos Mozart y Haydn.
Mike desempeñó brevemente en el poder la banda de metal Majestic Symphony antes de incorporarse con el guitarrista Robert Katrikh en su Yngwie Malmsteen cubrir la banda, hasta el destino. Hasta el destino registró un demo en 2005, que todavía no se ha puesto en libertad.
Mike es también el fundador de la banda Empyreon con el bajista Phil Coard, y el baterista Frank Godla, co-fundador de la página web de inyección de metal (www.metalinjection.net).  En el invierno de 2006, publicado Empyreon sus primeras 4 PE pista, "Eternal Nightmare".
En mayo de 2008, Mike fue seleccionado por Timo Tolkki (antes de Stratovarius) para ser el teclista de su nueva banda Revolution Renaissance.
Michael utiliza actualmente la Yamaha DX7 y Roland JV-2080 sintetizadores.
- Datos: Q6016068